# Mlynná dolina

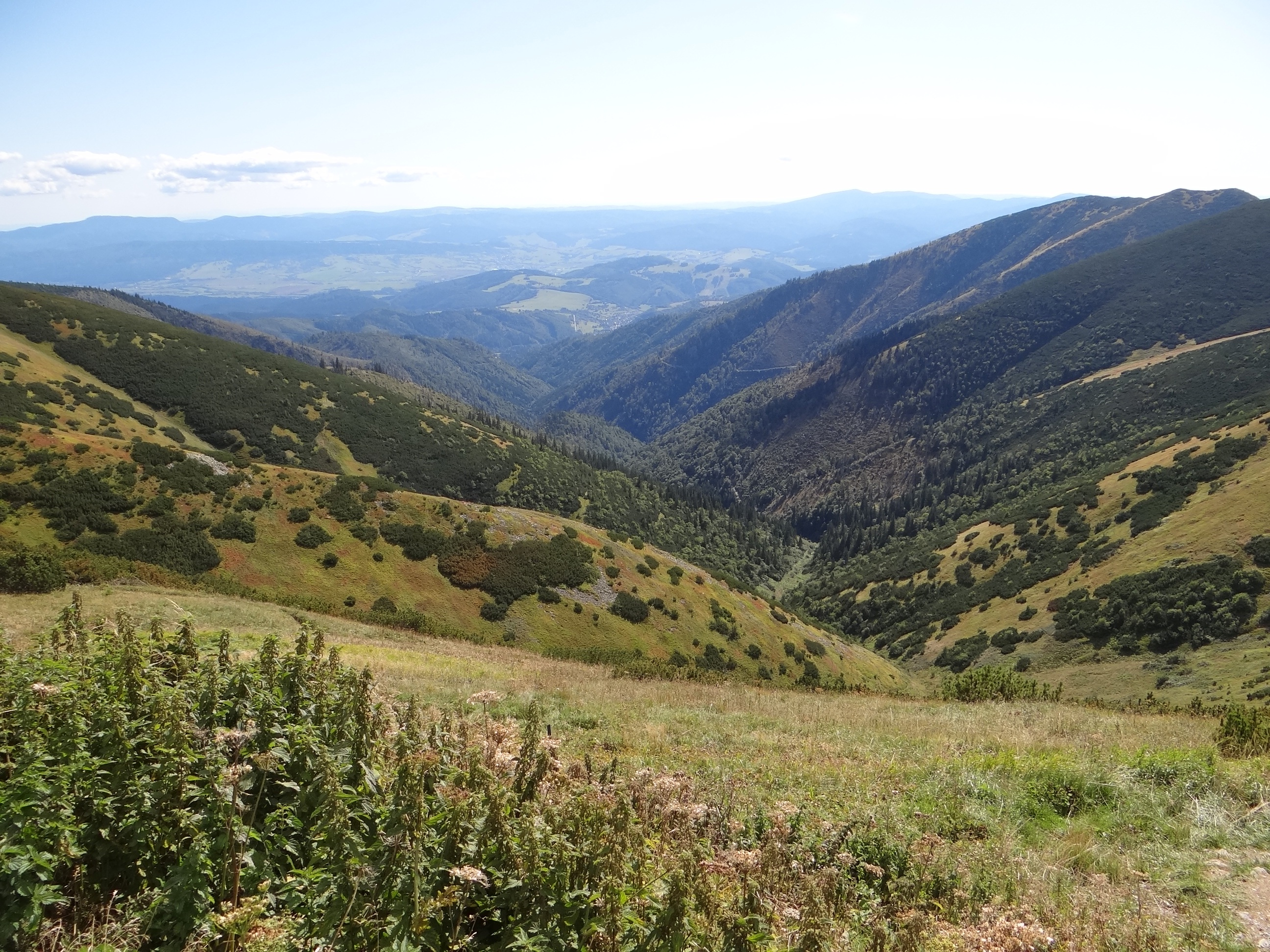
Widok na dolinę Mlynną spod Schroniska Štefánika

Mlynná dolina – dolina potoku Mlynná w Niżnych Tatrach na Słowacji. Znajduje się w środkowej części ich południowych zboczy.

## Opis doliny
Pod względem geologicznym Mlynná dolina składa się z części górnej, zbudowanej ze skał krystalicznych, oraz części dolnej, wapiennej. Jest orograficznie prawym odgałęzieniem doliny Štiavnička. Ma wylot w miejscowości Mýto pod Ďumbierom na wysokości około 650 m n.p.m. Biegnie w kierunku północnym, górą podchodząc pod główną grań Niżnych Tatr na odcinku od zwornika 1728 m, na którym znajduje się Schronisko Štefánika po bezimienny zwornik 1728 m, od którego odgałęzia się grzbiet Malý Gápeľ. Orograficznie prawe zbocza doliny tworzy  grzbiet Veľký Gápeľ, lewe grzbiet  Malý Gápeľ i Zingoty. Górą Mlynná dolina rozgałęzia się na dwie odnogi; Zelenská Mlynna i Pošova Mlynná.
Dolinę niemal całkowicie porasta las. W wyższych partiach gór znajdują się płaty kosodrzewiny, a na płaskich i mało stromych grzbietach Veľký Gápeľ, Malý Gápeľ i Králička dawne hale pasterskie. Bezleśny, zajęty przez zabudowania i pola wsi Mýto pod Ďumbierom jest też wylot doliny. W górnej jej części znajdują się liczne wychodnie tworzące skalne grzebienie i pojedyncze skały. Górna, większa część doliny znajduje się w obrębie Parku Narodowego Niżne Tatry.

## Turystyka
Dnem doliny prowadzi szlak turystyczny będący jedną z dróg dojściowych do Schroniska Štefánika.
  Mýto pod Ďumbierom – Mlynná dolina – Zelenská Mlynná – Schronisko Štefánika. Odległość 8,1 km, suma podejść 1075 m, czas przejścia 3,15 h (z powrotem 2,15 h)